# Corsarios de Salé

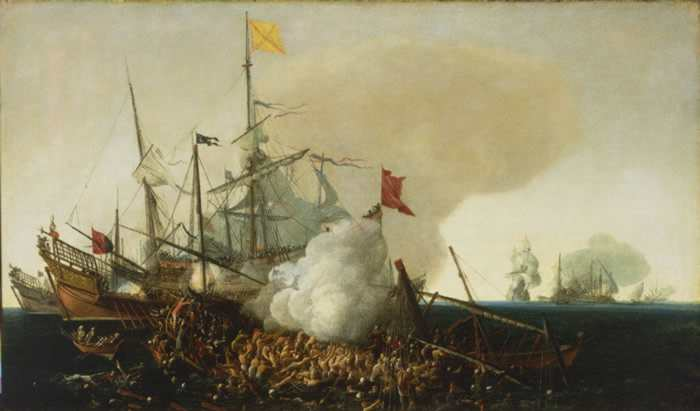
Galeones españoles luchando contra los piratas berberiscos, Cornelis Hendriksz Vroom, 1615

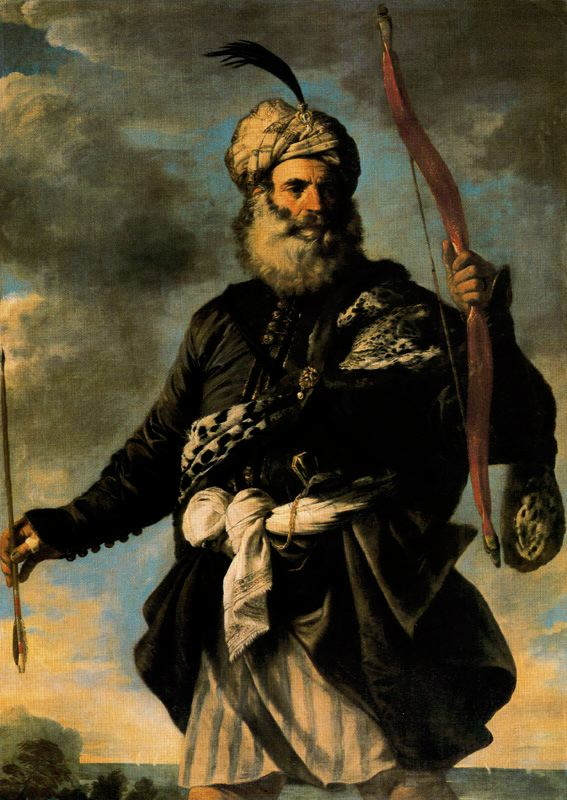
Jan Janszoon (alias Murat Reis), renegado holandés al servicio de la República de Salé. Óleo de (1650) de Pier Francesco Mola.

Los corsarios de Salé fueron un grupo notorio de piratas berberiscos, algunos de los cuales subieron por la costa atlántica de la península ibérica haciendo razias en las islas británicas e Islandia. 
Tenían su base en la República de Salé, una pequeña ciudad-estado y «república corsaria» que existió entre 1626 y 1668 alrededor de las actuales ciudades marroquíes de Salé (Salé la Vieja, una ciudad amurallada) y Rabat (Salé la Nueva), a las que separa la desembocadura del río Bu Regreg. 
Uno de los corsarios de Salé más notorios era el renegado holandés Jan Janszoon (más conocido como Murat Rais) quien, tras haber navegado bajo las órdenes de otro renegado holandés famoso, Sulayman Reis, fue nombrado reïs o raïs (almirante) y primer gobernador de Salé, cargo que ejerció hasta 1627, cuando los cambios políticos le obligaron a volver a su vida anterior de piratería. En 1627, al mando de 15 jabeques saqueó las costas de España, Portugal y Francia hasta llegar a la isla de Lundy, en el canal de Bristol, que utilizaría como base para atacar barcos y pueblos costeros durante cinco años y, al igual que otro renegado holandés, Zymen Danseker (c. 1579-c. 1611), había hecho a principios del siglo, llegó incluso a atacar Islandia.
Otros destacados raïs de los corsarios de Salé fueron el segundo de Janszoon, Mathys van Bostel Oosterlynch, 'Abdallâh Ben 'Aïche (Benache, Ben Aïsse o Ibn' Âyish), Ali Baudry, Mohammed el-Hàdj Candil, Fennîch, Meïze, Et-Tâje, Roussay y Camisha.

## Contexto histórico
Aparte de dominar el Levante español y gran parte del resto del Mediterráneo occidental, los piratas berberiscos también atacaban la costa berberisca, las islas Canarias e incluso hacían incursiones en la costa atlántica de la península ibérica, hasta llegar a las islas británicas e Islandia. Asimismo, según el capitán de navío de la Armada Española e historiador, Cesáreo Fernández Duro (1830-1908), llegaron al Río de la Plata en 1720.
Aunque muchos moriscos andaluces ya se habían asentado en la zona tras la expulsión decretada por Felipe III, los orígenes de la república de Salé se remontan a 1610, con la llegada de una nueva oleada de unos 4,000 moriscos procedente de Hornachos (Badajoz); muy resentidos contra la cristiandad, los hornacheros se dedicaron a esclavizar europeos, por lo que sus asociados africanos les apodaron al-ghuzat, título originalmente concedido a la primera generación de yijadistas que combatieron al lado de Mahoma.  El cronista al-Magiri escribió sobre ellos: «vivieron en Salé y su yijad del mar es hoy famosa».  En 1626 los hornacheros se declararon independientes del sultanato de Marruecos hasta que en 1668 la república fue reintegrada al mismo.

## Flota corsaria saletina

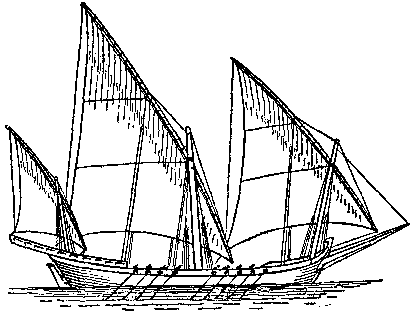
Jabeque.

Además de hacer uso de las embarcaciones típicas de la época, la flota corsaria saletina desarrolló el jabeque, de vela latina, hasta entonces fundamentalmente un barco de pesca, por su maniobrabilidad en alta mar y que, posiblemente de más importancia, al disponer también de remos, podría franquear la barra o bancos de arena de la desembocadura del río.
El 1 de agosto de 1669, se encontraban atracados en Salé las siguientes naves:
- Una fragata recién construida en Salé, de noventa toneladas y armada con diez cañones. Su tripulación era de ciento ochenta marineros.
- Una fragata construida en Francia, cogida a los franceses en 1669, de unas sesenta toneladas, con diez cañones. Su tripulación era de unos ciento diez marineros.
- Una fragata recién construida, de unas cincuenta toneladas, con cuatro cañones y unos ochenta tripulantes.
- Una urca cogida a los franceses.
- Tres pequeñas fragatas construidas en Salé, de aproximadamente unas treinta toneladas, con diez cañones y unos sesenta tripulantes cada una.
- Una fragata recientemente construida de unas doscientas toneladas, con once cañones en ambos costados, además de dos en la popa.
- Una fragata argelina, con veinticinco cañones, que se había refugiado en Salé dañada por los ingleses y que había embarrancado en la barra del puerto sin poder atracar en el mismo.

Además del refugio de Salé, la flota hacía uso de puertos del Mediterráneo, como Tetuán y Argel, y del Atlántico, como Larache, desde donde atacaban a las naves de la flota de Indias, La Mamora, Bayona, las islas Sisargas (en la costa de la Muerte de Galicia), Veere (Países Bajos), y la isla de Lundy, en el canal de Bristol, que utilizarían como base para atacar barcos y pueblos costeros de las islas británicas durante cinco años y para atacar Islandia.

## En la cultura popular
El escritor inglés, Daniel Defoe, menciona a los corsarios de Salé (Sallee, en el original) al comienzo de su novela Robinson Crusoe (1719) cuando el protagonista es capturado por ellos cerca de las islas Canarias y pasa dos años en cautividad en Salé.